# Manus (stripfiguur)
Manus (Frans: Manu) is een stripfiguur bedacht door André Franquin, voor de stripreeks Guust.
Manus is een rustige jonge man met blijkbaar een talent om ontslagen te worden, aangezien hij bij elke ontmoeting met Guust een andere baan heeft. Zo is hij schoorsteenveger, rioolwerker, verkeersambtenaar en heeft hij nog vele andere opmerkelijke banen gehad. Guust maakt regelmatig gebruik van Manus zijn werkzaamheden en/of verstoort deze. Zoals een geintje uithalen met Agent Vondelaar en het verpesten van Manus' werk als schoorsteenveger.